# 2009-es európai parlamenti választás Magyarországon
A 2009-es európai parlamenti választás Magyarországon 2009. június 7-én, vasárnap került megrendezésre. Ez volt a második európai parlamenti választás az országban a 2004-es után. A választásra június 4. és 7. között került sor a többi 26 uniós tagállamban is. Magyarország a korábbi 24 helyett 22 képviselőt delegálhat az Európai Parlamentbe (EP).
A választás lebonyolítására az Országgyűlés 4,1 milliárd forintot szavazott meg.
Az EP-választással egy időben hét időközi önkormányzati választást valamint nyolc helyi népszavazást is tartottak, illetve ezen a napon volt az első fordulója Pécsett a balesetben súlyosan megsérült Toller László gondnokság alá helyezése miatt kiírt országgyűlési egyéni választókerületi választásnak.
A választási részvétel 36,28% volt. Az eredmények ismeretében elsöprő jobboldali siker született, a három jobboldali párt összesen a szavazatok több mint 75%-át szerezte meg. A kormányoldal súlyos vereséget szenvedett, kiesett az SZDSZ. A választás igazi nagy győztese a megerősödött Jobbik lett, illetve európai rekordot állított fel a Fidesz is. A Fidesz – KDNP 14, az MSZP 4, a Jobbik 3, az MDF pedig 1 mandátumot szerzett.

## A választás menete

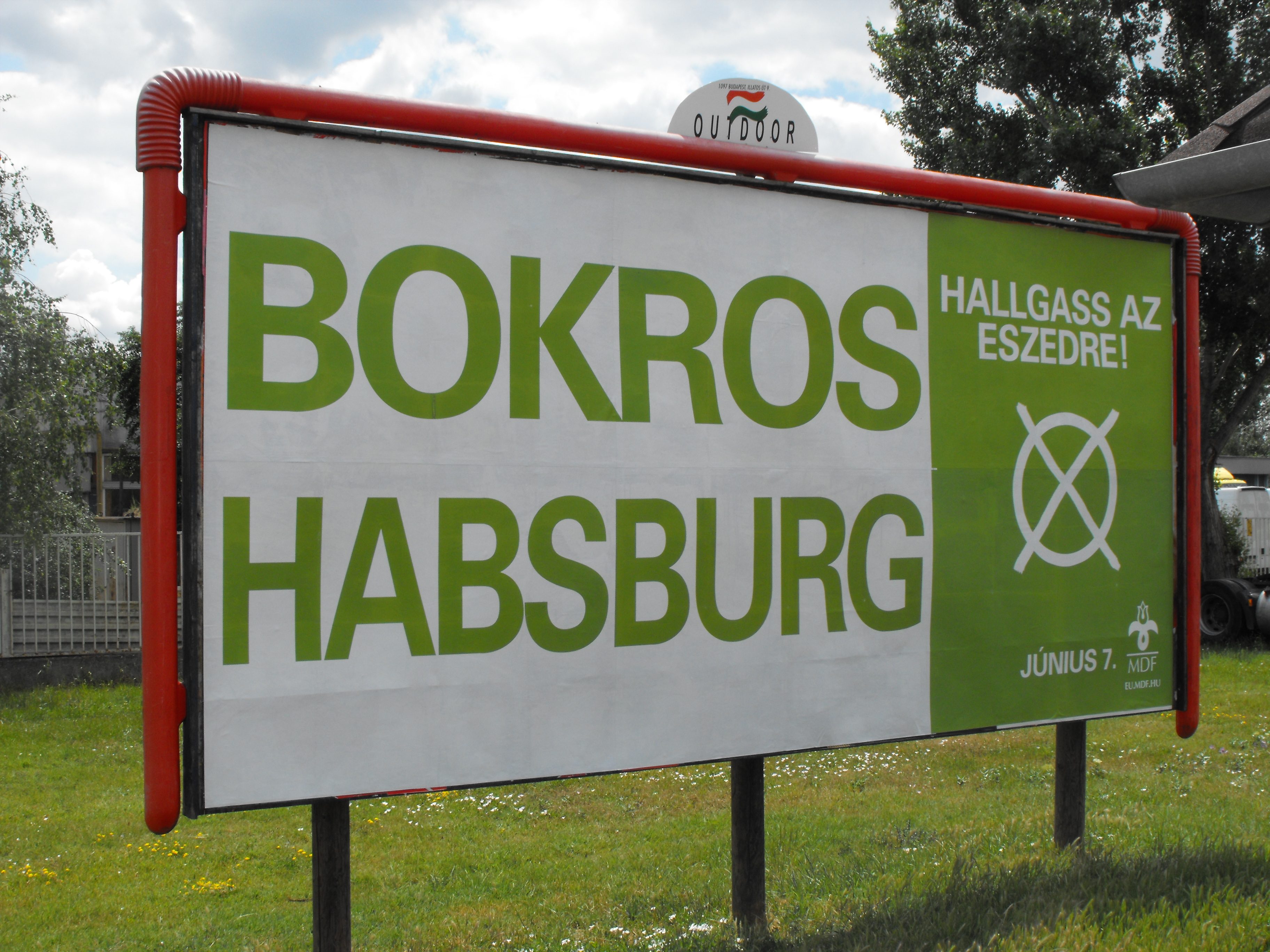
Az MDF plakátja Makón

Magyarországon az európai parlamenti választás menetét az európai parlamenti választásról szóló 2003. évi CXIII. törvény, valamint a választási eljárásról szóló 1997. évi C. törvény szabályozza. Ezek alapján az egész ország egyetlen választókerületet alkot, és a választásra arányos, listás rendszerben kerül sor. Listát az a párt vagy pártszövetség állíthat, amely összegyűjti a szükséges 20 000 érvényes ajánlószelvényt. Magyarországon 2009-ben a nizzai szerződés alapján 22 képviselői helyért versengtek a pártok.
A választáson a magyarországi pártlistákra magyar állampolgárok, valamint – kérelem alapján – a Magyarországon lakóhellyel rendelkező 106 ezer európai uniós állampolgár szavazhattak. Ugyanígy a más uniós tagállamban élő magyar állampolgárok is kérelmezhették, hogy az ottani jelöltekre szavazhassanak. A külföldön élő magyar állampolgárok azt is kérhették, hogy a magyarországi listákra szavazhassanak a területileg illetékes magyar külképviseleten, de természetesen mindenki csak egy országban élhetett választási jogával. A Magyarországon lakóhellyel rendelkező, nem magyar állampolgárságú európai uniós polgárok közül csak 5601 kérte, hogy Magyarországon szavazhasson. A választás napján külföldön tartózkodó magyar állampolgárok közül 3840-en a jelentkeztek a külképviseleti névjegyzékbe. A legtöbben, 583-an Brüsszelben kívántak voksolni, de sokan jelentkeztek még Londonban (452-en), Münchenben (153-an), Bécsben, (150-en), Párizsban (149-en), Dublinban (143-an), Luxembourgban (138-an), valamint Berlinben (137-en).
A választópolgárok április 6-10. között kapták meg a választásról szóló értesítőt és ajánlószelvényt. A nyilvántartásba vett pártok ettől az időponttól kezdve gyűjthették az ajánlásokat. A választáson listát állítani kívánó pártok március 30-tól vetethették magukat nyilvántartásba az Országos Választási Bizottságnál (OVB). A pártoknak május 8-ig kellett benyújtaniuk az ajánlószelvényeket az OVB-hez, és addig jelenthették be a listákat. A listák 66 nevet tartalmazhatnak, ebből 22 került fel a szavazólapra, amely az egész országban egységes. A benyújtott ajánlószelvények érvényességét az Országos Választási Iroda állapította meg 3 napos határidővel.

## Pártlisták

### Indulni kívánó pártok

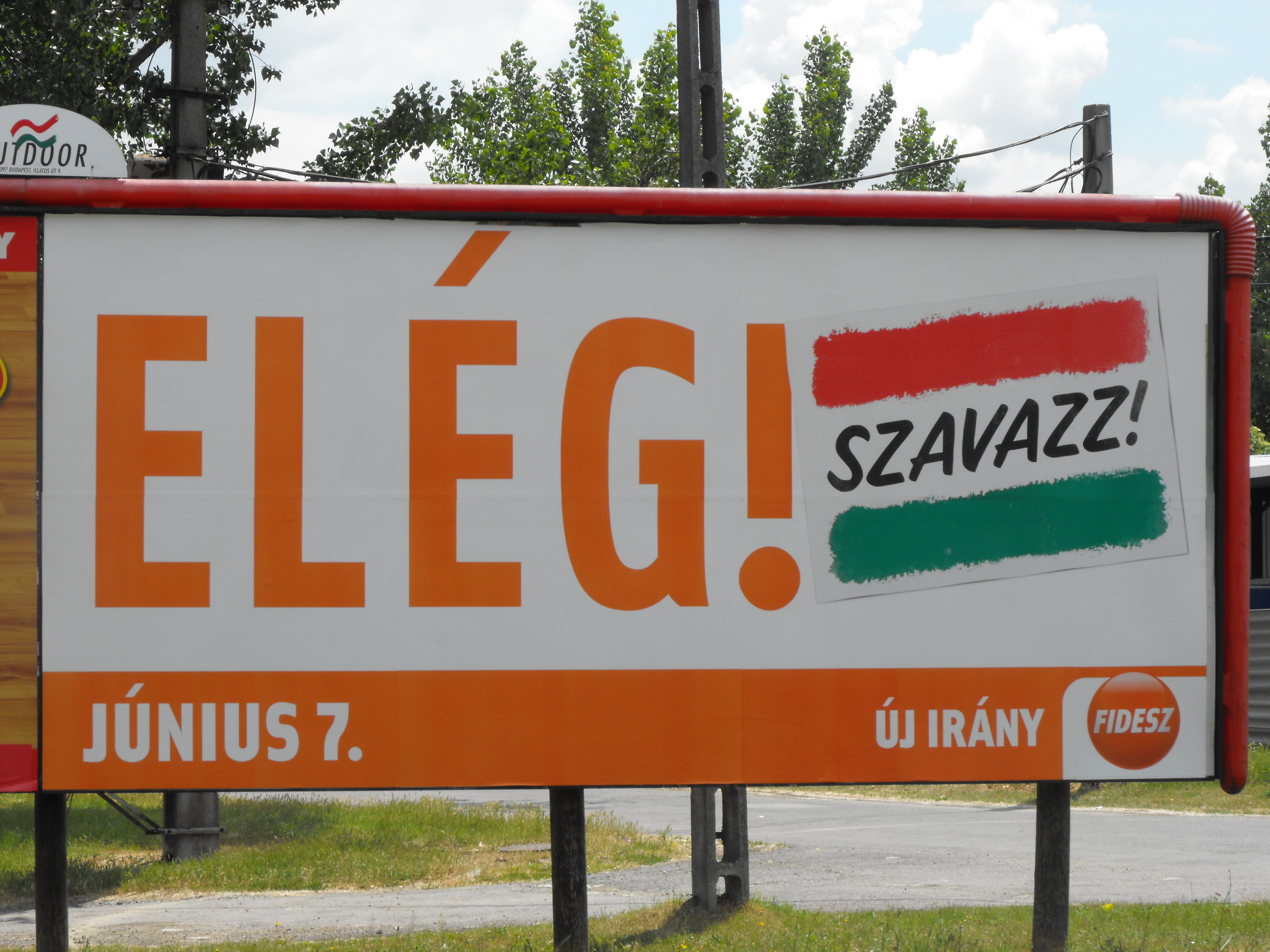
A Fidesz plakátja Makón

Az Országos Választási Bizottság a következő, a választáson indulni kívánó pártokat vette nyilvántartásba (zárójelben a nyilvántartásba vétel dátuma):
1. Magyar Kommunista Munkáspárt (Munkáspárt) (2009. március 30.)
2. Magyar Republikánus Politikai Párt (MRPP) (2009. március 30.)
3. Független Kisgazda-, Földmunkás- és Polgári Párt (FKgP) (2009. március 30.)
4. Magyar Szocialista Párt (MSZP) (2009. március 30.)
5. Szociáldemokrata Párt (SZDP) (2009. április 2.)
6. Független Kisgazda-, Nemzeti Egység Párt (FKNP) (2009. április 2.)
7. Jobbik Magyarországért Mozgalom (Jobbik) (2009. április 2.)
8. Magyarországi Kisebbségek Pártja (M.K.P.) (2009. április 2.)
9. Magyarországi Szociáldemokrata Párt (MSZDP) (2009. április 2.)
10. Magyar Szociális Zöld Párt (MSZZP) (2009. április 2.)
11. Fidesz – Magyar Polgári Szövetség (Fidesz) (2009. április 2.)
12. Kereszténydemokrata Néppárt (KDNP) (2009. április 2.)
13. Magyar Demokrata Fórum (MDF) (2009. április 9.)
14. Szabad Demokraták Szövetsége (SZDSZ) (2009. április 9.)
15. Zöldek Pártja (Zöldek) (2009. április 9.)
16. MCF Roma Összefogás Párt (2009. április 9.)
17. Magyar Igazság és Élet Pártja (MIÉP) (2009. április 9.)
18. Lehet Más a Politika (LMP) (2009. április 9.)
19. Humanista Párt (HP) (2009. április 9.)
20. CENTRUM Összefogás Magyarországért (Centrum) (2009. április 9.)
21. Megújult Magyarországi Roma Összefogás Párt (MMRÖP) (2009. április 9.)
22. Szent Koronát Szolgálók Szövetsége (SZKSZSZ) (a szervezet nyilvántartásba vételét az OVB 2009. április 14-i ülésén megtagadta)
23. Internetes DEmokrácia pártja (IDE) (2009. április 14.)
24. Pajzs Szövetség (Pajzs) (2009. április 17.)
25. Néppárt.hu (Néppárt) (2009. április 30.)
26. Magyarok Egymásért Szövetsége (MESZ) (2009. április 27.)
27. Civil Mozgalom (CM) (2009. április 30.)
28. Magyar Vállalkozók és Munkaadók Pártja (MVMP) (2009. május 8.)[12]

### A pártok által állított listák
Határidőre 10 párt 8 listájának sikerült a szükséges kopogtatócédulákat összegyűjteni. Az Országos Választási Bizottság (OVB) a következő, legalább 20 000 választópolgár ajánlásával bíró listákat vette nyilvántartásba (zárójelben a nyilvántartásba vétel dátuma):
1. Jobbik Magyarországért Mozgalom (Jobbik) (2009. április 20.)
2. Magyar Szocialista Párt (MSZP) (2009. április 30.)
3. Magyar Demokrata Fórum (MDF) (2009. május 8.)
4. Szabad Demokraták Szövetsége (SZDSZ) (2009. május 8.)
5. Fidesz – Magyar Polgári Szövetség (Fidesz) – Kereszténydemokrata Néppárt (KDNP) (2009. május 10.)
6. Lehet Más a Politika (LMP) – Humanista Párt (HP) (2009. május 10.)
7. Magyar Kommunista Munkáspárt (Munkáspárt) (2009. május 10.)
8. Magyarországi Cigányszervezetek Fóruma Roma Összefogás Párt (2009. május 10.)[13]

Az OVB által elfogadott listákat (és a sorsolás sorrendjét) a következő táblázat foglalja össze (az áttekinthetőség kedvéért csak az első 22 jelöltet tüntettük fel):
| Párt neve      | Fidesz–KDNP | SZDSZ | MCF Roma Ö. | Munkáspárt |
| Jelöltek száma | 66 | 22 | 34 | 29 |
| Jelöltek       | 1. Schmitt Pál 2. Szájer József 3. Gál Kinga 4. Áder János 5. Surján László 6. Deutsch Tamás 7. Járóka Lívia 8. Schöpflin György 9. Gyürk András 10. Őry Csaba 11. Glattfelder Béla 12. Kósa Ádám 13. Hankiss Ágnes 14. Győri Enikő 15. Bagó Zoltán 16. Hölvényi György 17. Szemerkényi Réka 18. Ékes József 19. Frivaldszky Gáspár 20. Hammerstein Judit 21. Gulyás Gergely 22. Tóth Edina | 1. Szent-Iványi István 2. Béki Gabriella 3. Demszky Gábor 4. Ignácz József 5. Konrád György 6. Csőzik László 7. Skaliczky Andrea 8. Szécsi Gábor 9. John Emese 10. Szalay András 11. Léderer András 12. Török Gusztáv Andor 13. Magyar Levente 14. Sértő-Radics István 15. Bóka János 16. Takács Flóra 17. Wittinghoff Tamás 18. Boruzs András 19. Csapó Csilla 20. Iványi Gábor 21. Rajk László 22. Gusztos Péter | 1. Kis Zsolt 2. Orsós Rita 3. Petneházi Zsigmond 4. Baranyi Norbert 5. Lakatos János 6. Magyar Elemér 7. Csik Imre 8. Budai Richárd 9. Bódi Alexandra 10. Mocsár József 11. Kolompár Orbán 12. Vörös István 13. Köves Ágnes 14. Oláh István 15. Csonka József 16. Daróczi József 17. Vajda Imre 18. Kürti Magdolna 19. Virág Zsolt 20. Beri Dánielné 21. Farkas Istvánné 22. Agócs János | 1. Thürmer Gyula 2. Gilicze Attila 3. Frankfurter Zsuzsanna 4. Szabó Tamás 5. Belovitz Károly 6. Váncsa Csaba 7. Fléger Tamás 8. Bencsik Mihály 9. Fogarasi Zsuzsanna 10. Juhász Norbert 11. Váli Zoltán 12. Gál Ferenc 13. Gulyás János 14. Kovács István 15. Gulyás László 16. Varga Szabolcs 17. Kovács Balázs 18. Kőszeginé Benedek Anna 19. Dózsa Miklós 20. Winkler Károly 21. Vida János 22. Göntzöl Gábor |
| Forrás         | [ 14 ] | [ 15 ] | [ 16 ] | [ 17 ] |

| Párt neve      | MSZP | Jobbik | LMP–HP | MDF |
| Jelöltek száma | 66 | 24 | 23 | 66 |
| Jelöltek       | 1. Göncz Kinga 2. Herczog Edit 3. Gurmai Zita 4. Tabajdi Csaba 5. Hegyi Gyula 6. Fazakas Szabolcs 7. Cserei Gyula 8. Kökény Mihály 9. Harangozó Gábor 10. Dobolyi Alexandra 11. Lévai Katalin 12. Baráth Etele 13. Szabó Zoltán 14. Pápai Gábor 15. Szabó Vilmos 16. Korányi Dávid 17. Kozma József 18. Csikós Árpád 19. Tüttő Kata 20. Szabadkai Tamás 21. Szabó László 22. Horváth György | 1. Morvai Krisztina 2. Balczó Zoltán 3. Szegedi Csanád 4. Szima Judit 5. Vona Gábor 6. Zsiga Dániel Gábor 7. Kovács Béla 8. ifj. Hegedűs Lórántné 9. Rozgonyi Ernő 10. Hasznos Miklós 11. Korondi Miklós 12. Staudt Gábor 13. Samu Tamás Gergő 14. Borbély Zsolt Attila 15. Sárdy Barbara 16. Sneider Tamás 17. Gönczöl András 18. Losonczy Pál Péter 19. Dúró Dóra 20. Szilágyi György 21. Palotai Szilárd 22. Németh Zsolt | 1. Szabó Tímea 2. Ivády Gábor 3. Várady Tibor 4. Kaufer Virág 5. Rauschenberger Péter 6. Mile Lajos 7. Ertsey Katalin 8. Szigeti Balázs 9. Pinczés Bálint 10. Mező János 11. Lelkes Orsolya 12. Osztolykán Ágnes 13. Kopiás Attila 14. Fehér Dániel (politikus) 15. Maya Carmen 16. Lovasi András 17. Nagy Nikoletta 18. Foltányi Zsuzsa 19. Kardos-Horváth János 20. Cserhalmi György 21. Fullajtár Andrea 22. Csillag Gábor | 1. Bokros Lajos 2. Habsburg György 3. Kerék-Bárczy Szabolcs 4. Joó Szabolcs 5. Dávid Ibolya 6. Járai Zoltán 7. Pusztai Erzsébet 8. Nagy Tamás 9. Kemény Attila 10. Viniczai Tibor 11. Eötvös Mihály 12. Szabó Gábor 13. Juhász Zoltán 14. Szeifert Ferenc 15. Makay Zsolt 16. Karsai Péter 17. Horváth István Attila 18. Herényi Károly 19. Csapody Miklós 20. Szabó József 21. Helfenbein Péter 22. Frisch Oszkár |
| Forrás         | [ 18 ] | [ 19 ] | [ 20 ] | [ 21 ] |

## Közvélemény-kutatások
Egy 2008 novemberében készült uniós felmérés szerint Magyarországon a megkérdezettek 35%-a tudta, hogy 2009-ben lesz a voksolás, és mindössze 23%-a menne el szavazni. A Forsense adatai szerint 2009 márciusában, már a megkérdezettek 43%-a tudta, hogy 2009-ben lesz a választás, a részvételi hajlandóság pedig a Fidesz szimpatizánsoknál 83%-ra, míg az MSZP szimpatizánsoknál 78%-ra nőtt.
2009 áprilisában az Eurobarométer 27%-os részvételi arányt jósolt Magyarországon, és rekord alacsony, átlagosan 34%-os részvételt az Európai Unió (EU) 27 tagállamában. 2009. június elején a Marketing Centrum 44%-os részvételi arányt jósolt Magyarországon.
| A pártok szavazótáborának aránya (a választani tudó „biztos” szavazók megoszlása, százalék) | A pártok szavazótáborának aránya (a választani tudó „biztos” szavazók megoszlása, százalék) | A pártok szavazótáborának aránya (a választani tudó „biztos” szavazók megoszlása, százalék) | A pártok szavazótáborának aránya (a választani tudó „biztos” szavazók megoszlása, százalék) | A pártok szavazótáborának aránya (a választani tudó „biztos” szavazók megoszlása, százalék) | A pártok szavazótáborának aránya (a választani tudó „biztos” szavazók megoszlása, százalék) | A pártok szavazótáborának aránya (a választani tudó „biztos” szavazók megoszlása, százalék) | A pártok szavazótáborának aránya (a választani tudó „biztos” szavazók megoszlása, százalék) | A pártok szavazótáborának aránya (a választani tudó „biztos” szavazók megoszlása, százalék) | A pártok szavazótáborának aránya (a választani tudó „biztos” szavazók megoszlása, százalék) | A pártok szavazótáborának aránya (a választani tudó „biztos” szavazók megoszlása, százalék) | A pártok szavazótáborának aránya (a választani tudó „biztos” szavazók megoszlása, százalék) |
| ------------------------------------------------------------------------------------------- | ------------------------------------------------------------------------------------------- | ------------------------------------------------------------------------------------------- | ------------------------------------------------------------------------------------------- | ------------------------------------------------------------------------------------------- | ------------------------------------------------------------------------------------------- | ------------------------------------------------------------------------------------------- | ------------------------------------------------------------------------------------------- | ------------------------------------------------------------------------------------------- | ------------------------------------------------------------------------------------------- | ------------------------------------------------------------------------------------------- | ------------------------------------------------------------------------------------------- |
| Kutató-intézet                                                                              | Publikálás                                                                                  | Fidesz                                                                                      | MSZP                                                                                        | SZDSZ                                                                                       | MDF                                                                                         | Jobbik                                                                                      | LMP+HP                                                                                      | MP                                                                                          | MCF                                                                                         | Más párt                                                                                    |                                                                                             |
| Medián                                                                                      | 2009. január 21.                                                                            | 61                                                                                          | 29                                                                                          | 2                                                                                           | 4                                                                                           | 1                                                                                           | n/a                                                                                         | n/a                                                                                         | n/a                                                                                         | 3                                                                                           | Grafikon Archiválva 2019. május 22-i dátummal a Wayback Machine-ben                         |
| Századvég-Forsense                                                                          | 2009. január 27.                                                                            | 55                                                                                          | 32                                                                                          | 1                                                                                           | 3                                                                                           | 3                                                                                           | n/a                                                                                         | n/a                                                                                         | n/a                                                                                         | 5                                                                                           |                                                                                             |
| Szonda-Ipsos                                                                                | 2009. január 28.                                                                            | 61                                                                                          | 28                                                                                          | 2                                                                                           | 2                                                                                           | 4                                                                                           | n/a                                                                                         | n/a                                                                                         | n/a                                                                                         | 5                                                                                           |                                                                                             |
| Marketing Centrum                                                                           | 2009. január 28.                                                                            | 56                                                                                          | 33                                                                                          | 4                                                                                           | 2                                                                                           | 3                                                                                           | n/a                                                                                         | n/a                                                                                         | n/a                                                                                         | 2                                                                                           |                                                                                             |
| Tárki                                                                                       | 2009. január 28.                                                                            | 61                                                                                          | 30                                                                                          | 2                                                                                           | 2                                                                                           | n/a                                                                                         | n/a                                                                                         | n/a                                                                                         | n/a                                                                                         | 5                                                                                           |                                                                                             |
| Medián                                                                                      | 2009. február 25.                                                                           | 63                                                                                          | 25                                                                                          | 4                                                                                           | 2                                                                                           | 4                                                                                           | n/a                                                                                         | n/a                                                                                         | n/a                                                                                         | 2                                                                                           |                                                                                             |
| Medián                                                                                      | 2009. március 18.                                                                           | 66                                                                                          | 23                                                                                          | 2                                                                                           | 4                                                                                           | 4                                                                                           | n/a                                                                                         | n/a                                                                                         | n/a                                                                                         | 1                                                                                           |                                                                                             |
| Szonda Ipsos                                                                                | 2009. március 30.                                                                           | 62                                                                                          | 25                                                                                          | 2                                                                                           | 4                                                                                           | 4                                                                                           | n/a                                                                                         | n/a                                                                                         | n/a                                                                                         | 3                                                                                           |                                                                                             |
| Tárki                                                                                       | 2009. március 30.                                                                           | 62                                                                                          | 23                                                                                          | 3                                                                                           | 3                                                                                           | 4                                                                                           | n/a                                                                                         | n/a                                                                                         | n/a                                                                                         | 5                                                                                           |                                                                                             |
| Marketing Centrum                                                                           | 2009. március 30.                                                                           | 61                                                                                          | 25                                                                                          | 3                                                                                           | 4                                                                                           | 5                                                                                           | n/a                                                                                         | n/a                                                                                         | n/a                                                                                         | 2                                                                                           |                                                                                             |
| Progresszív Intézet                                                                         | 2009. április 13.                                                                           | 62                                                                                          | 25                                                                                          | 3                                                                                           | 5                                                                                           | 3                                                                                           | n/a                                                                                         | n/a                                                                                         | n/a                                                                                         | 2                                                                                           |                                                                                             |
| Medián                                                                                      | 2009. április 15.                                                                           | 70                                                                                          | 18                                                                                          | 2                                                                                           | 2                                                                                           | 4                                                                                           | n/a                                                                                         | n/a                                                                                         | n/a                                                                                         | 4                                                                                           |                                                                                             |
| Századvég-Forsense                                                                          | 2009. április 21.                                                                           | 70                                                                                          | 18                                                                                          | 2                                                                                           | 1                                                                                           | 5                                                                                           | n/a                                                                                         | n/a                                                                                         | n/a                                                                                         | 4                                                                                           |                                                                                             |
| Forsense                                                                                    | 2009. április 27.                                                                           | 63                                                                                          | 27                                                                                          | 2                                                                                           | 2                                                                                           | 6                                                                                           | 1                                                                                           | n/a                                                                                         | n/a                                                                                         | 0                                                                                           |                                                                                             |
| Tárki                                                                                       | 2009. április 29.                                                                           | 64                                                                                          | 22                                                                                          | 4                                                                                           | 2                                                                                           | 4                                                                                           | n/a                                                                                         | n/a                                                                                         | n/a                                                                                         | 4                                                                                           |                                                                                             |
| Gallup                                                                                      | 2009. május 15.                                                                             | 66-68                                                                                       | 21-22                                                                                       | 1-2                                                                                         | 2                                                                                           | 4-5                                                                                         | 1-2                                                                                         | 1                                                                                           | 0                                                                                           | 1                                                                                           | Grafikon                                                                                    |
| Századvég-Forsense                                                                          | 2009. május 26.                                                                             | 71                                                                                          | 17                                                                                          | 1                                                                                           | 2                                                                                           | 6                                                                                           | n/a                                                                                         | n/a                                                                                         | n/a                                                                                         | 3                                                                                           | Grafikon Archiválva 2019. május 22-i dátummal a Wayback Machine-ben                         |
| Nézőpont                                                                                    | 2009. május 27.                                                                             | 66                                                                                          | 14                                                                                          | 4                                                                                           | 6                                                                                           | 7                                                                                           | n/a                                                                                         | n/a                                                                                         | n/a                                                                                         | n/a                                                                                         | Grafikon Archiválva 2019. május 22-i dátummal a Wayback Machine-ben                         |

### Előzetes mandátumbecslések
A választás közeledtével megpróbálták modellezni az egyes pártok által elnyerhető mandátumok számát. Az Index 2009. február 28-án nyilvánosságra hozott becslései alapján:
| Az Index előzetes mandátumbecslése                                   | Az Index előzetes mandátumbecslése | Az Index előzetes mandátumbecslése | Az Index előzetes mandátumbecslése | Az Index előzetes mandátumbecslése | Az Index előzetes mandátumbecslése |
| -------------------------------------------------------------------- | ---------------------------------- | ---------------------------------- | ---------------------------------- | ---------------------------------- | ---------------------------------- |
| Közvélemény-kutatás \ Párt neve                                      | Fidesz                             | MSZP                               | SZDSZ                              | MDF                                | Jobbik                             |
| Ferencvárosi időközi országgyűlési képviselőválasztás (2009. január) | 14                                 | 5                                  | 1                                  | –                                  | 2                                  |
| Medián (2009. február)                                               | 16                                 | 6                                  | 0                                  | 0                                  | 0                                  |
| Századvég-Forsense (2009. február)                                   | 17                                 | 5                                  | 0                                  | 0                                  | 0                                  |

A Nézőpont Intézet minden hónapban közzétette reprezentatív közvélemény-kutatáson alapuló mandátumbecslését:
| A Nézőpont Intézet előzetes mandátumbecslése | A Nézőpont Intézet előzetes mandátumbecslése | A Nézőpont Intézet előzetes mandátumbecslése | A Nézőpont Intézet előzetes mandátumbecslése | A Nézőpont Intézet előzetes mandátumbecslése | A Nézőpont Intézet előzetes mandátumbecslése |
| -------------------------------------------- | -------------------------------------------- | -------------------------------------------- | -------------------------------------------- | -------------------------------------------- | -------------------------------------------- |
| Közvélemény-kutatás \ Párt neve              | Fidesz                                       | MSZP                                         | SZDSZ                                        | MDF                                          | Jobbik                                       |
| március                                      | 16                                           | 6                                            | 0                                            | 0                                            | 0                                            |
| április                                      | 13-15                                        | 5-7                                          | 0-1                                          | 0-1                                          | 0-1                                          |
| május                                        | 13-14                                        | 5-6                                          | 0-1                                          | 0-1                                          | 0-1                                          |

A Progresszív Intézetnek közvetlenül Gyurcsány Ferenc miniszterelnök lemondása után készült, 2500 fős, reprezentatív mintán alapuló mandátumbecslése szerint a Fidesz 15-16, az MSZP 5-6 az MDF pedig 1 helyet szerezne a választáson.
A Forsense 2009. áprilisi megkérdezéseken alapuló mandátumbecslése szerint a Fidesz-KDNP 15, az MSZP 6, a Jobbik pedig 1 mandátumra számíthat.
A Századvég 2009. május 27-i mandátumbecslése szerint a Fidesz-KDNP 17, az MSZP 4, a Jobbik pedig 1 mandátumra számíthat.
A Marketing Centrum 2009. június 1-jei mandátumbecslése szerint a Fidesz-KDNP 15, az MSZP 5, a Jobbik 1 mandátumra számíthat. Ha az SZDSZ eléri az 5%-os küszöböt, akkor 1 mandátumot kap, ha nem éri el, akkor a Fidesz-KDNP 15 helyett 16 mandátumhoz jut.
A Szonda-Ipsos 2009. június 3-i mandátumbecslése szerint a Fidesz-KDNP 15, az MSZP 5, a Jobbik 1 mandátumra számíthat biztosan. Ha a Jobbik eléri a 7%-ot, akkor 2 mandátumhoz juthat. Ha az MSZP 20% alatt marad, akkor a Fidesz-MSZP arány 16:4 lehet, ha 25% fölé kerül, akkor akár 6 mandátumot is szerezhet. A többi párt közül az MDF áll közelebb az 5% eléréséhez, ami 1 mandátumot jelentene. Az SZDSZ esélye ugyanerre kisebb. A többi induló pártnak nincs esélye a mandátumhoz jutáshoz.

### A listavezetők összehasonlítása
A Forsense közvélemény-kutató március végén mérte a pártok listavezetőinek ismertségét és népszerűségét. Az ismertség tekintetében magasan vezetett Bokros Lajos (95%), utána Schmitt Pál és Göncz Kinga következett (89% és 88%). Őket Morvai Krisztina (61%) és Szent-Iványi István (52%) követte.
A népszerűség tekintetében Schmitt Pál, Göncz Kinga és Szent-Iványi István közel azonos eredményt ért el (49%, 47%, 46%), kissé lemaradt Morvai Krisztina és Bokros Lajos (42%, 40%). A Fidesz-szimpatizánsok között Schmitt Pál alig ért el jobb eredményt, mint Morvai Krisztina (68% és 63%). Az MSZP-szimpatizánsok között pedig Göncz Kinga (64%) mögött pozitív a megítélése Bokros Lajosnak és Szent-Iványi Istvánnak is (54% és 53%).

## A kampány menete

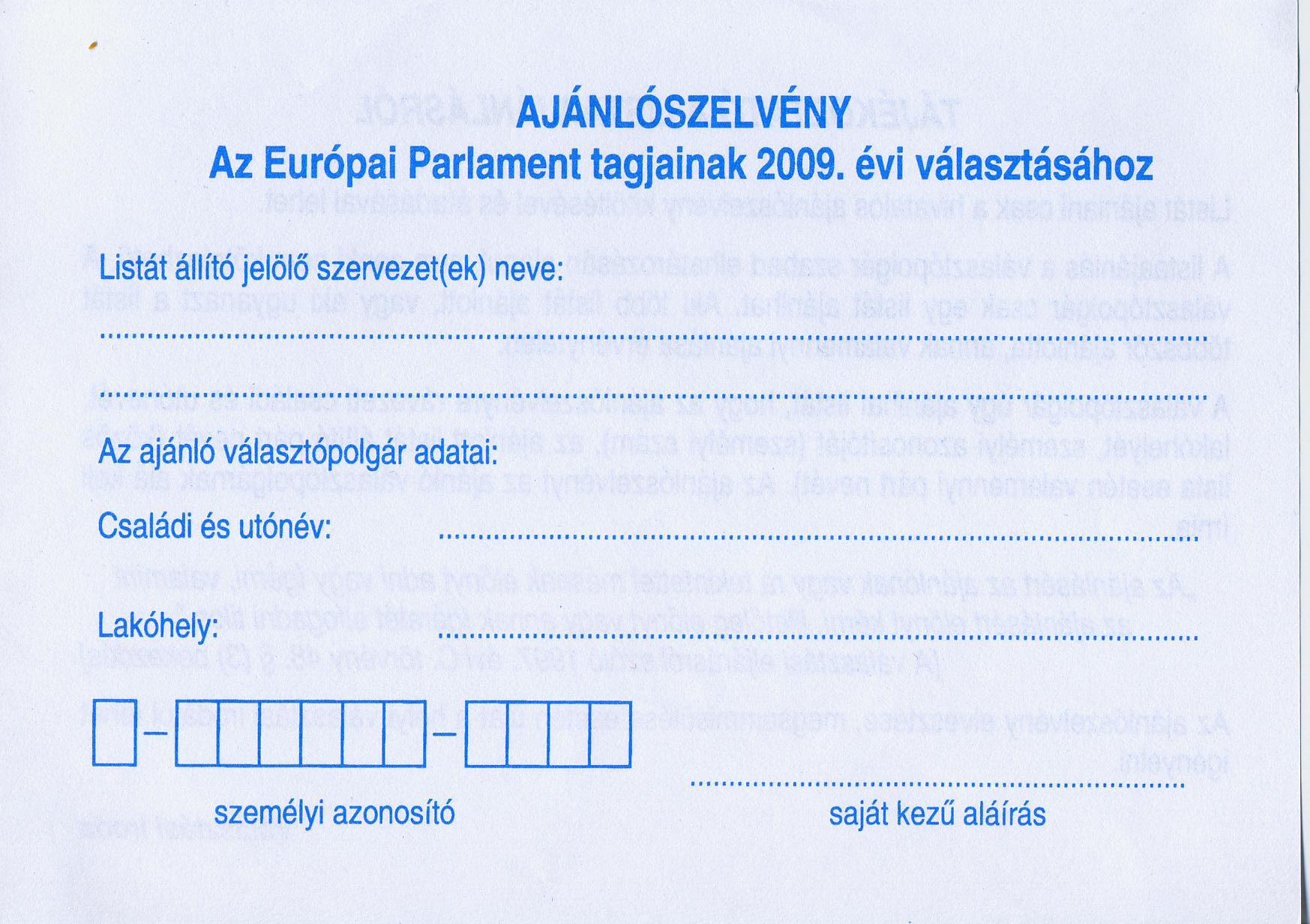
Ajánlószelvény a 2009. évi európai parlamenti választáshoz

A választást március 26-án írta ki Sólyom László köztársasági elnök, de a pártok már ezt megelőzően megkezdték a felkészülést.
A Magyar Kommunista Munkáspárt már 2008 végén döntést hozott a párt listájáról, amelynek élén Thürmer Gyula pártelnök áll.
A Fidesz január 17-én mutatta be listáját, amelyet Schmitt Pál vezet, és több eddig is EP-képviselőként dolgozó politikus mellett számos új név is található rajta. A 12. helyen álló Kósa Ádám személyében siket képviselő is bekerülhet az EP-be.
Az SZDSZ Országos Tanácsa február 7-én hagyta jóvá a párt jelöltjeinek listáját, amelynek élén Szent-Iványi István áll. A lista harmadik helyére Demszky Gábort, Budapest főpolgármesterét jelölték.
2009. február 24-én az MDF elnöksége Bokros Lajost kérte fel az MDF lista vezetésére, emiatt konfliktusba került Olajos Péterrel, a párt addigi EP-képviselővel, aki úgy vélte, eséllyel indul a listavezetői helyért. A lista második helyére Dávid Ibolya Habsburg Györgyöt javasolta. 2009. március 4-én az MDF Elnöksége döntött a párt európai parlamenti listájának első öt helyéről, március 7-én pedig az Országos Választmány szoros szavazáson megerősítette az elnökség javaslatát. Egyes vélemények szerint Bokros Lajos jelölése ellentétes a párt alapszabályával, mely szerint a KISZ volt vezetőit az MDF nem jelölheti képviselőjének. Olajos Péter, Kószó Péter és Csáky András országgyűlési képviselő kilépett a pártból. Ez utóbbi távozásával az MDF frakció létszáma 10 fő alá csökkent, így az megszűnt.
Február 26-án párttá alakult a Lehet Más a Politika (LMP) nevű szervezet, és bejelentette indulását az európai parlamenti választáson. Schiffer András szóvivő kifejtette: az LMP „olyan politikai szintézis alapján kíván működni, amely egyszerre épít az emberi jogi liberális, az újbaloldali és a közösségelvű konzervatív hagyomány elemeire”.
Az MSZP elnöksége 2009. február 27-én döntött a 66 fős EP-listáról. A Göncz Kinga volt külügyminiszter vezette lista első három helyén helyén nők szerepelnek. A végleges sorrendről és a 12. hely utáni személyekről a végső döntést az MSZP március 21–22-i tisztújító kongresszusa hozta meg.
A Jobbik Magyarországért Mozgalom az ismert emberjogi aktivistát, Morvai Krisztinát, illetve Balczó Zoltánt küldte harcba az EP-helyekért. A Jobbik kampánynyitóját március 15-én tartotta Budapesten, a Deák téren. Vona Gábor a párt elnöke a NEWS osztrák hírmagazinnak nyilatkozva elképzelhetőnek tartotta, hogy „keresni fogják a kapcsolatot az FPÖ vezetésével az Európai Parlamentben, méghozzá egy olyan szövetség létrehozása céljából, amely bürokraták helyett erős nemzetállamok projektjévé alakítja át az Európai Uniót”.
Önálló listát állít a júniusi európai parlamenti választásra az Magyarországi Cigányszervezetek Fóruma Roma Összefogás Párt (MCF). Kozák János elnökhelyettes szerint: „A cigányság felemelkedéséhez és valós társadalmi integrációjához az összefogás az egyetlen út, ezért megmérettetik magukat az EP-választáson”.
Az Országgyűlés nem szabályozta, hogy az EP-választáson induló pártok mennyit költhetnek a kampányukra. A kampányhoz az állam költségvetési támogatást nem ad. A kampány folyamán a Fidesz, illetve az LMP is javaslatot készített a kampánykiadások korlátozására, de egyik kezdeményezés mögé sem álltak oda egységesen a pártok. A választás előtt egy hónappal a legtöbb párt nem volt hajlandó elárulni, mennyit kíván reklámra költeni.
Egyes hírek szerint 2010-ben 5 főt (Schmitt Pál, Szájer József, Gyürk András, Glattfelder Béla, Gál Kinga) vissza kell majd hívnia Brüsszelből a Fidesznek, mert a belpolitikában lesz szükség rájuk.

## Eredmények

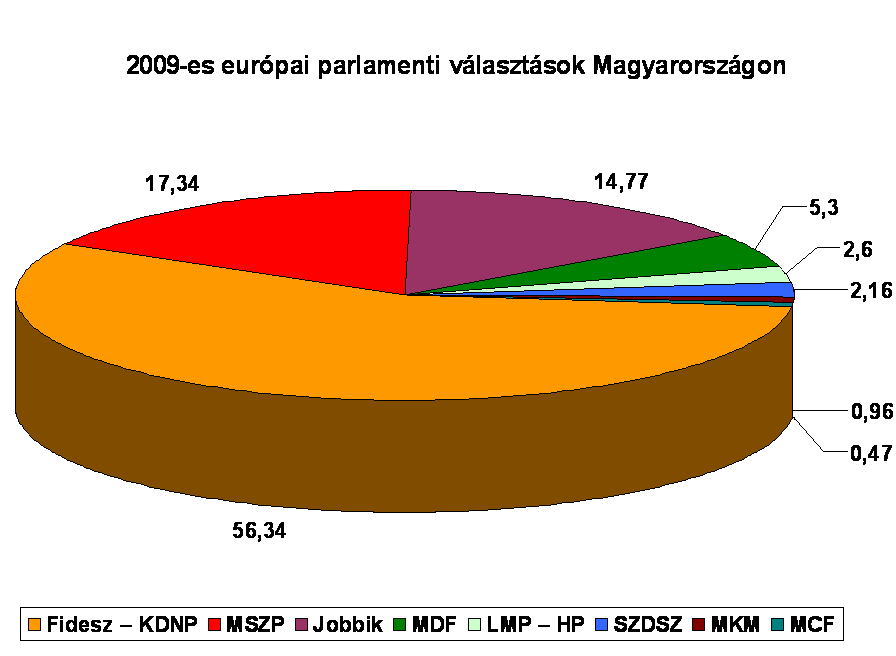
A választás eredményei

A 2009-es, második magyar európai parlamenti választás hivatalos eredményei:
Grafikon, itt Archiválva 2019. május 22-i dátummal a Wayback Machine-ben
| A magyarországi EP-választás eredménye   |                    |                    |                          |
| Év                                       | 2009               | 2009               | 2009                     |
| A szavazásra jogosultak száma            | 8 033 247          | 8 033 247          | 8 033 247                |
| Ebből más EU-tagállamok választópolgárai | 5 535              | 5 535              | 5 535                    |
| Ebből külképviseleti névjegyzékben       | 3 841              | 3 841              | 3 841                    |
| Leadott szavazatok száma                 | 2 918 110          | 2 918 110          | 36,29%                   |
| Ebből érvénytelen                        | 24 707             | 24 707             | 0,85%                    |
| A listát állító párt(ok) neve            | Leadott szavazatok | Leadott szavazatok | Elnyert mandátumok száma |
| A listát állító párt(ok) neve            | száma              | százalék           | Elnyert mandátumok száma |
| Fidesz – KDNP                            | 1 632 309          | 56,36%             | 14                       |
| Magyar Szocialista Párt                  | 503 140            | 17,37%             | 4                        |
| Jobbik Magyarországért Mozgalom          | 427 773            | 14,77%             | 3                        |
| Magyar Demokrata Fórum                   | 153 660            | 5,31%              | 1                        |
| LMP–Humanista Párt                       | 75 522             | 2,61%              | 0                        |
| Szabad Demokraták Szövetsége             | 62 527             | 2,16%              | 0                        |
| Magyar Kommunista Munkáspárt             | 27 817             | 0,96%              | 0                        |
| MCF Roma Összefogás                      | 13 431             | 0,46%              | 0                        |
| Összes érvényes szavazat                 | 2 896 179          | 100%               | 22                       |